# Напуљска краљевина
Напуљска краљевина (итал. Regno di Napoli), које је обухватало јужни део Апенинског полуострва, била је остатак старе Краљевине Сицилије након одвајања острва Сицилија што је било последица устанка Сицилијанска вечерња из 1282. Иако је за савременике било познато као Краљевина Сицилија пошто је дејуре било остатак те краљевине, данас се назива Напуљска краљевина како би се разликовала од ентитета са центром на Сицилији. Током великог дела свог постојања, за краљевину су се бориле француске и арагонске династије. Напуљска краљевина је 1816. поново уједињено са острвском Краљевином Сицилијом у Краљевину Две Сицилије.